# Spicara
Spicara je rod morskih rib iz družine giric, ki je razširjen v obalnih vodah vzhodnega Atlantika, Sredozemskega in Črnega morja ter v delih zahodnega Indijskega oceana.

## Vrste
V rod je trenutno razvrščenih osem priznanih vrst:
- Spicara alta (Osório, 1917)
- Spicara australis (Regan, 1921)
- Spicara axillaris (Boulenger, 1900)
- Spicara maena (Linnaeus, 1758) (modrak)
- Spicara martinicus (Valenciennes, 1830)
- Spicara melanurus (Valenciennes, 1830)
- Spicara nigricauda (Norman, 1931)
- Spicara smaris (Linnaeus, 1758) (menola)